# Oresjötjärnen
Oresjötjärnen är en sjö i Ljusdals kommun i Hälsingland och ingår i Dalälvens huvudavrinningsområde. Sjön har en area på 0,0542 kvadratkilometer och ligger 556,5 meter över havet. Oresjötjärnen ligger i Stora Korpimäki Natura 2000-område.

## Delavrinningsområde
Oresjötjärnen ingår i det delavrinningsområde (683825-143287) som SMHI kallar för Inloppet i Trubbingen. Medelhöjden är 576 meter över havet och ytan är 8,13 kvadratkilometer. Det finns ett avrinningsområde uppströms, och räknas det in blir den ackumulerade arean 13,11 kvadratkilometer. Orsälven (Oreälven) som avvattnar avrinningsområdet har biflödesordning 2, vilket innebär att vattnet flödar genom totalt 2 vattendrag innan det når havet efter 450 kilometer. Avrinningsområdet består mestadels av skog (93 procent). Avrinningsområdet har 0,37 kvadratkilometer vattenytor vilket ger det en sjöprocent på 3,8 procent.